# Charles Maudru
Charles Émile Maudru (Saint-Rémy-aux-Bois, 31 marzo 1859 – Parigi, 17 febbraio 1935) è stato un regista francese conosciuto per i suoi film muti girati dal 1914 al 1924. Era padre del regista e sceneggiatore Pierre Maudru.

## Filmografia
- La Dame blonde (cortometraggio) (1914)
- Vengeance diabolique (cortometraggio) (1916)
- Le Puits qui pleure (1916)
- Que l'espoir reste au logis (cortometraggio) (1917)
- L'Impossible Aveu (cortometraggio) (1917)
- Aimer c'est souffrir (cortometraggio) (1917)
- Le Roman d'une Phocéenne (cortometraggio) (1917)
- Plus fort que l'amour (cortometraggio) (1918)
- La Mascotte des poilus, co-regia di Georges Rémond (1918)
- L'Accusé (1918)
- Renoncement (1918)
- Le lys rouge (1920)
- Le Gouffre (1920)
- Le Droit de tuer (1920)
- La Double épouvante (1920)
- La Bourrasque (1920)
- Un aventurier (1921)
- Près des cimes (1921)
- L'Inconnue (1921)
- Le Talion (1921)
- Le Méchant Homme (1921)
- La Fiancée du disparu (1921)
- Serge Panine, co-regia di Maurice de Marsan (1922)
- L'Homme du train 117 (1923)
- Le Crime d'une sainte (1923)
- Cendrillon (1923)
- Le Roi de Paris (diretto con Maurice de Marsan) (1923)
- Les Première Armes de Rocambole (1924)
- Les Amours de Rocambole (1924)
- L'Assommoir (diretto con Maurice de Marsan) (1926)